# 陳禮賢
陳禮賢（6月27日—），藝名禮賢同學，資深傳媒人，曾經在加拿大中文電台及新城電台任職節目主持人及高級監製，其後在ViuTV及東方報業on.cc東網電視演出。

## 簡歷
陳禮賢的廣播道路始於1997年，當年在加拿大中文電台（溫哥華）的新人選拔賽中勝出，由節目助理晉升成為節目主持及助理監製。
2000年由加拿大回到香港，同年進入新城廣播有限公司，起初在新城娛樂台擔任娛樂新聞主播及幕後聲音剪接，其後獲公司給予機會作為其他節目及活動主持。
2008年新城知訊台正式成立，告別主播崗位後，全力專注節目主持及監製其他節目，同時亦多方面發展，包括：電視廣告配音、雜誌專欄及微電影拍攝等。
2016年開始正式加入電視節目演出，包括ViuTV 《對不起 標籤你》及港台電視節目《彩虹交匯處》等。
2017年開始在東方報業任職東網電視主播及節目主持。

## 演出作品

### 電台節目
- JC二次方
- 晨希GoodDay
- 恐怖熱線
- 美女困獸鬥
- 越夜越音樂
- 點正娛樂
- 隨意門

### 綜藝節目
- 對不起 標籤你
- 真。藝人show [3]
- 四囝

### 活動主持
- 新城勁爆頒獎禮
- 沙田單車節
- 教育局飛躍校園
- 職安多媒體創作比賽
- 電腦通訊節
- 黃大仙區道路安全日
- HKAA香港汽車大奬頒奬禮
- 香港動漫電玩節

### 電視廣告配音
- Subway
- FoxMoviesChannel
- 七騎士手機遊戲
- 暗黑黎明網絡遊戲
- 天凶之城2末日救贖
- 導火新聞線
- 陰陽路常在你左右
- 太爆太子太空艙

## 外部連結
- 陳禮賢愛犬尾巴顯貴氣 （页面存档备份，存于）